# Bartosz Kapustka
Bartosz Kapustka (Tarnów, Polonia, 23 de diciembre de 1996) es un futbolista internacional polaco que juega de centrocampista en el Legia de Varsovia de la Ekstraklasa.

## Selección nacional
Tras jugar en la selección de fútbol sub-17 de Polonia y en la sub-18, en la sub-19, en la sub-20 y en la sub-21, finalmente hizo su debut con la selección absoluta el 7 de septiembre de 2015 en un partido contra Gibraltar que finalizó con un resultado de 8-1 a favor del conjunto polaco en la clasificación para la Eurocopa 2016 tras los goles de Jakub Błaszczykowski, un doblete de Kamil Grosicki, otro doblete de Robert Lewandowski, otro doblete de Arkadiusz Milik, y otro de Kapustka para Polonia; y de Jake Gosling para Gibraltar. Finalmente, Kapustka jugó la Eurocopa 2016 después de que Adam Nawałka anunciase el equipo que participaría en el torneo, llegando a disputar cuatro encuentros, y jugando el partido inicial de Polonia contra Irlanda del Norte, con victoria polaca tras el gol de Arkadiusz Milik en el minuto 51.

### Goles internacionales
| # | Fecha                   | Estadio                             | Oponente   | Gol | Resultado | Competición                                          |
| - | ----------------------- | ----------------------------------- | ---------- | --- | --------- | ---------------------------------------------------- |
| 1 | 7 de septiembre de 2015 | Estadio Nacional, Varsovia, Polonia | Gibraltar  | 8–0 | 8-1       | Clasificación para la Eurocopa 2016                  |
| 2 | 13 de noviembre de 2015 | Estadio Nacional, Varsovia, Polonia | Islandia   | 2–1 | 4-2       | Amistoso                                             |
| 3 | 4 de septiembre de 2016 | Astana Arena, Astaná, Kazajistán    | Kazajistán | 0-1 | 2-2       | Clasificación para la Copa Mundial de Fútbol de 2018 |

## Clubes
| Club                         | País       | Año       | Partidos | Goles |
| ---------------------------- | ---------- | --------- | -------- | ----- |
| K. S. Cracovia               | Polonia    | 2012-2016 | 65       | 8     |
| Leicester City F. C.         | Inglaterra | 2016-2017 | 3        | 0     |
| S. C. Friburgo (cedido)      | Alemania   | 2017-2018 | 9        | 1     |
| Oud-Heverlee Leuven (cedido) | Bélgica    | 2018-2019 | 21       | 3     |
| Legia de Varsovia            | Polonia    | 2020-     | 139      | 21    |

## Palmarés

### Títulos nacionales
| Título               | Club              | País    | Año  |
| -------------------- | ----------------- | ------- | ---- |
| Ekstraklasa          | Legia de Varsovia | Polonia | 2021 |
| Copa de Polonia      | Legia de Varsovia | Polonia | 2023 |
| Supercopa de Polonia | Legia de Varsovia | Polonia | 2023 |
| Copa de Polonia      | Legia de Varsovia | Polonia | 2025 |
| Supercopa de Polonia | Legia de Varsovia | Polonia | 2025 |